# Cruoriaceae
Cruoriaceae, porodica crvenih algi, dio reda Gigartinales. Postoje dva priznata roda s ukupno osam vrsta.

## Rodovi
1. Cruoria Fries 7
2. Pseudopolyides Gallardo, Bárbara & Cremades  1